# پرترهٔ مردی با گچ قرمز
پرترهٔ مردی با گچ قرمز (حدود سال ۱۵۱۰)، طراحی‌ای است که در حال حاضر در مجموعهٔ کتابخانه سلطنتی تورین نگهداری می‌شود. این اثر به‌طور گسترده—هرچند نه به‌طور همگانی—به‌عنوان خودنگاره‌ای از هنرمند عصر رنسانس والا، لئوناردو دا وینچی، پذیرفته شده است. بر این باورند که لئوناردو این خودنگاره را در حدود ۶۰ سالگی ترسیم کرده است. این پرتره بارها بازتولید شده و به تصویری نمادین از او به‌عنوان یک همه‌چیزدان یا «مرد رنسانس» بدل گشته است. با این حال، برخی تاریخ‌نگاران و پژوهشگران در مورد هویت واقعی فردِ به‌تصویر کشیده‌شده اختلاف‌نظر دارند.

## شرح و منشأ
این پرتره با گچ قرمز بر روی کاغذ ترسیم شده است. سرِ مردی سالخورده را در نمای سه‌ربع به تصویر می‌کشد که چهره‌اش به‌سوی بیننده چرخیده است. ویژگی برجستهٔ سوژه، موی بلند و ریش موج‌دار و طویلی است که بر شانه‌ها و سینه‌اش جاری شده؛ امری که در پرتره‌های دورهٔ رنسانس چندان رایج نبوده و—چه در آن زمان و چه امروز—نشانگر خردمندی فرد تلقی می‌شود. چهره دارای بینی‌ای نسبتاً عقابی‌شکل است و خطوطی عمیق بر پیشانی و پُف‌هایی در زیر چشم‌ها دیده می‌شود. به نظر می‌رسد که این مرد دندان‌های جلویی فک بالای خود را از دست داده است، که این موضوع موجب عمیق‌تر شدن شیارهای اطراف بینی شده. چشمان فرد به بیننده نگاه نمی‌کنند، بلکه به نقطه‌ای در پیش رو خیره شده‌اند، در حالی که زیر ابروهای بلند و افتاده پنهان مانده‌اند. طراحی با خطوطی ظریف و منحصربه‌فرد، همراه با سایه‌پردازی از طریق هاشور، و با دست چپ انجام شده است، چنان‌که در سبک معمول لئوناردو دیده می‌شود. سطح کاغذ دارای لکه‌های قهوه‌ای‌رنگ موسوم به «روباهی شدن» است که بر اثر تجمع نمک‌های آهن ناشی از رطوبت ایجاد شده‌اند.
در سال ۱۸۳۹، جیووانی ولپاتو، یک عتیقه‌فروش که احتمالاً این نقاشی را در انگلستان یا فرانسه خریداری کرده بود، آن را به همراه نقاشی‌های دیگری از هنرمندان بزرگی مانند رافائل و میکل‌آنژ به پرنس چارلز آلبرت از ساردینیا فروخت. این نقاشی در تورین، در کتابخانه سلطنتی نگهداری می‌شود و به دلیل شکنندگی و وضعیت نامناسب آن، عموماً برای عموم قابل مشاهده نیست. محققان با توصیف و تعیین کمیت رنگ‌بر مؤثر بر کاغذ، روشی غیرمخرب برای سنجش وضعیت این نقاشی ابداع کرده‌اند. تکنیک آنها که در Applied Physics Letters (2014) شرح داده شده است، برای ارزیابی میزان تخریب تصویر استفاده خواهد شد و باید به برنامه‌ریزی استراتژی‌های مناسب برای حفاظت از آن کمک کند.

## تاریخچه و انتساب
این طراحی به حدود سال ۱۵۱۰ نسبت داده می‌شود و احتمالاً خودنگاره‌ای از لئوناردو داوینچی است. در سال ۱۸۳۹، این اثر توسط کارلو آلبرتو، پادشاه ساووآ، خریداری شد. فرضیهٔ اینکه این تصویر خودنگارهٔ لئوناردو است، در قرن نوزدهم مطرح شد؛ بر پایهٔ شباهت چهرهٔ سوژه با پرترهٔ احتمالی لئوناردو در نقش افلاطون در نقاشی مکتب آتن اثر رافائل، و همچنین بر مبنای کیفیت بالای طراحی که با دیگر آثار داوینچی هم‌خوانی دارد. افزون بر این، شباهت آن با تصویر لئوناردو در صفحهٔ عنوان نسخهٔ دوم کتاب زندگی برجسته‌ترین نقاشان، پیکرتراشان و معماران نوشتهٔ جورجو وازاری (منتشرشده در ۱۵۶۸) نیز موجب تقویت این فرض شد. در جریان جنگ جهانی دوم، این خودنگارهٔ احتمالی به‌طور موقت از تورین به رم منتقل شد تا از مصادره توسط نازیسم جلوگیری شود، اما در این روند تا حدودی آسیب دید. فرانک تسولنر در سال ۲۰۰۰ چنین اظهار داشت: «این طراحی با گچ قرمز، بیش از هر چیز دیگر، تصور ما از چهرهٔ لئوناردو را شکل داده، چراکه برای مدت‌ها تنها خودنگارهٔ اصیل او تلقی می‌شد.»
از اواسط تا اواخر قرن بیستم، شناسایی این نقاشی به عنوان یک خودنگاره مورد تردید قرار گرفته است. این ادعا که این نقاشی نمایانگر لئوناردو است، توسط تعدادی از محققان و متخصصان لئوناردو، مانند رابرت پین، مارتین کمپ، پیترو مارانی، کارلو پدرتی، لری جی. فاینبرگ، و مارتین کلیتون مورد انتقاد قرار گرفته است. انتقادی مکرر که در اواخر قرن بیستم مطرح شد قرن این است که نقاشی مردی را با سنی بیشتر از سن خود لئوناردو نشان می‌دهد، زیرا او در سن ۶۷ سالگی درگذشت و ظاهراً این نقاشی را بین ۵۸ تا ۶۰ سالگی کشیده است. گفته شده است که مدل، پدر لئوناردو، پیرو داوینچی یا عمویش فرانچسکو را نشان می‌دهد، بر اساس این واقعیت که هر دو عمر طولانی داشتند و تا سن ۸۰ سالگی زندگی کردند.
در اوایل قرن بیست و یکم، از خودنگاره فرضی لئوناردو برای شناسایی موضوع نقاشی جیووانی آمبروجو فیجینو استفاده شد، که گمان می‌رود لئوناردو سالخورده‌ای را با بازوی راست بی‌حس‌شده با پارچه‌ای نشان می‌دهد. این ممکن است با روایت‌هایی مبنی بر فلج شدن دست راست لئوناردو در اواخر عمر و محل دفن بقایای فرضی او، که دانشمندان امیدوارند با آزمایش DNA مشخص کنند که آیا متعلق به لئوناردو هستند یا خیر، مطابقت داشته باشد.

## پرتره‌های دیگر

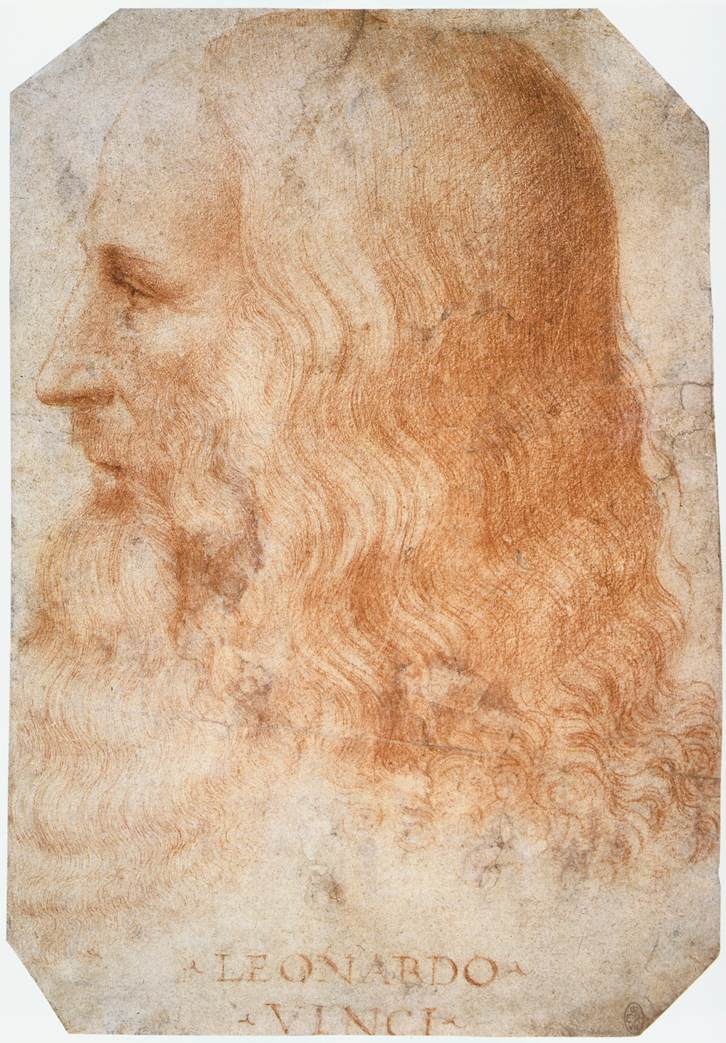
نقاشی با گچ قرمز منسوب به فرانچسکو ملزی، شاگرد لئوناردو

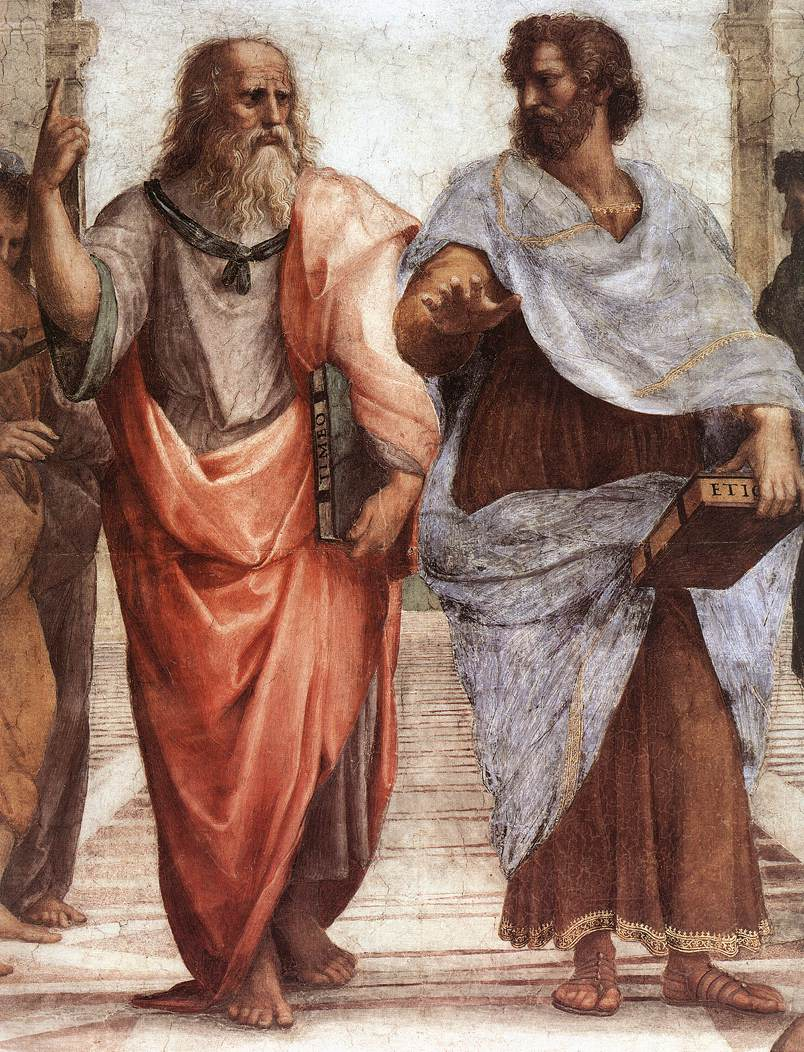
افلاطون در «مکتب آتن» اثر رافائل

پرتره‌های دیگری از لئوناردو توسط خودش و دیگران وجود دارد که تصویری متفاوت از لئوناردو را نسبت به مردی که در نقاشی با گچ قرمز نشان داده شده است، ارائه می‌دهد. یک نقاشی با گچ قرمز دیگر، یک پرتره نیمرخ در ویندزور، به شاگردش فرانچسکو ملزی نسبت داده شده است. طرحی از یک دستیار ناشناس در پشت یکی از مطالعات لئوناردو (حدود … ۱۵۱۷) نیز به عنوان یک پرتره تشخیص داده شده است. یک خودنگاره از کتاب «متن پرواز پرندگان» اثر لئوناردو، این هنرمند را در سن ۵۳ سالگی به تصویر می‌کشد لئوناردو همچنین ممکن است یک خودنگاره را در «تناسب الهی» اثر لوکا پاچیولی، که آن را تصویرسازی کرده است، گنجانده باشد. یک نقاشی از گابریل در سال ۱۴۷۱ دارای کتیبه‌ای است که نشان می‌دهد این یک خودنگاره از لئوناردو است؛ این قدیمی‌ترین تصویر از این هنرمند خواهد بود.